# انتخابات المجلس الوطني الاتحادي 2011
أُجريت الانتخابات البرلمانية في دولة الإمارات العربية المتحدة لانتخاب نصف أعضاء المجلس الوطني الاتحادي في 24 سبتمبر 2011، وأجريت الانتخابات باستخدام الهيئات الانتخابية، التي زاد عدد أعضاءها من حوالي 6689 عضواً في انتخابات 2006 إلى 129274 عضواً. ومع ذلك، لم يصوت سوى 35877 ناخبًا، وبلغت نسبة المشاركة 27.75%.
سجلت قائمة المرشحين الأولية لانتخابات المجلس الوطني الاتحادي (469) مرشحاً ومرشحة، منهم 117 مرشح في إمارة أبوظبي، و124 مرشح في إمارة دبي، و94 مرشح في إمارة الشارقة، و60 مرشح في إمارة رأس الخيمة، و34 مرشح في إمارة عجمان، 19 مرشح في إمارة أم القيوين، و21 مرشح في إمارة الفجيرة، وتقدمت 85 سيدة للترشح لعضوية المجلس الوطني الاتحادي، كما تقدم تقدم 19 مرشحاً ومرشحة من القائمة بطلبات سحب ترشيحاتهم لانتخابات المجلس الوطني الاتحادي قبل نهاية الموعد المقرر لانسحاب المرشحين.

## جدول الانتخابات
هذا الجدول الزمني للانتخابات حسب موقع اللجنة الوطنية للانتخابات:
| الفعالية                         | من             | إلى            |
| -------------------------------- | -------------- | -------------- |
| تسجيل المرشحين                   | 14 أغسطس 2011  | 17 أغسطس 2011  |
| اعلان قائمة المرشحين الأولية     | 20 أغسطس 2011  |                |
| اعلان قائمة المرشحين النهائية    | 28 أغسطس 2011  |                |
| فترة الحملات الدعائية للمرشحين   | 4 سبتمبر 2011  | 21 سبتمبر 2011 |
| يوم الانتخاب                     | 24 سبتمبر 2011 |                |
| اعلان نتائج الفرز الأولية        | 24 سبتمبر 2011 |                |
| اعتماد القائمة النهائية للفائزين | 28 سبتمبر 2011 |                |

## الهيئات الانتخابية
ضمت الهيئات الانتخابية على 129,274 عضواً، 46% منهم إناث، و54% ذكور، و35% من الأعضاء أصغر من 30 سنة من العمر.

## المرشحون
أعلنت اللجنة الوطنية للانتخابات بتاريخ 20 أغسطس 2011 عن قائمة المرشحين الأولية، وفيها 469 مرشح، ومنهم 85 مرشحة.
| الإمارة    | إجمالي عدد المرشحين (إناث وذكور) | عدد المرشحات |
| ---------- | -------------------------------- | ------------ |
| أبوظبي     | 117                              | 22           |
| دبي        | 124                              | 26           |
| الشارقة    | 94                               | 16           |
| رأس الخيمة | 60                               | 9            |
| عجمان      | 34                               | 5            |
| أم القيوين | 19                               | 4            |
| الفجيرة    | 21                               | 3            |
| الإجمالي   | 469                              | 85           |

## النتائج
يوضح الجدول نتائج الانتخابات:
| الاسم                             | الاصوات | الإمارة    |
| --------------------------------- | ------- | ---------- |
| سالم محمد حمد بالركاض العامري     | 2815    | أبوظبي     |
| محمد مسلم سالم مسلم العامري       | 2380    | أبوظبي     |
| محمد بطي سالم موسى القبيسي        | 1199    | أبوظبي     |
| أحمد محمد سهيل بالحطم العامري     | 1153    | أبوظبي     |
| حمد أحمد الرحومي                  | 1327    | دبي        |
| مروان أحمد بن غليطة               | 1195    | دبي        |
| أحمد عبدالله محمد أهلي            | 1164    | دبي        |
| رشاد محمد بوخش                    | 1077    | دبي        |
| سالم محمد علي سعيد هويدن          | 805     | الشارقة    |
| أحمد محمد راشد الجروان            | 766     | الشارقة    |
| مصبح سعيد علي حارب الكتبي         | 652     | الشارقة    |
| احمد عبدالله علي الاعماش          | 1449    | رأس الخيمة |
| سعيد ناصرمحمد عبيد الخاطري        | 957     | رأس الخيمة |
| فيصل عبدالله أحمد عبدالله الطنيجي | 717     | رأس الخيمة |
| سلطان جمعة علي الشامسي            | 296     | عجمان      |
| عبدالله حمد راشد الشامسي          | 287     | عجمان      |
| غريب احمد غريب هويشل الصريدي      | 436     | الفجيرة    |
| سلطان سيف سلطان سعيد اليماحي      | 396     | الفجيرة    |
| شيخة عيسى غانم عيسى العري         | 536     | أم القيوين |
| عبيد حسن حميد خلفان ركاض          | 332     | أم القيوين |

| الإمارة                    | نسبة المقترعين |
| -------------------------- | -------------- |
| أبوظبي                     | 10,109         |
| دبي                        | 9,268          |
| الشارقة                    | 5,890          |
| رأس الخيمة                 | 5,085          |
| أم القيوين                 | 1,796          |
| عجمان                      | 1,562          |
| الفجيرة                    | 2,167          |
| إجمالي المقترعين المشاركين | 35,877         |
| إجمالي المقترعين المسجلين  | 129,274        |
| نسبة الإقبال على الاقتراع  | 27.75%         |

## الوصلات الخارجية
- اللجنة الوطنية للانتخابات
- قائمة المرشحين